# Salassa melanops
Salassa melanops är en fjärilsart som beskrevs av Felix Bryk 1944. Salassa melanops ingår i släktet Salassa och familjen påfågelsspinnare. Inga underarter finns listade.